# روري ديلاب
روري ديلاب (بالإنجليزية: Rory Delap)‏ (مواليد 6 يوليو 1976 في سوتون كولدفيلد - إنجلترا) لاعب كرة قدم أيرلندي يلعب حاليا لصالح نادي الدرجة الممتازة ستوك سيتي الإنجليزي منذ 2007 في مركز الوسط المحوري .

## مسيرته الكروية
لعب روري ديلاب خلال مسيرته الاحترافية مع 7 أندية في ستة وعشرون موسمًا وسجل خلالها 33 هدفًا ضمن 504 مباراة. ولم يفز بأي موسم بالكأس أو بالدوري.
خاض روري ديلاب مسيرته مع نادي كارلايل يونايتد في موسم 1992–93 ليلعب معه ستة مواسم، مشاركًا في 65 مباراة سجل خلالها 7 أهداف. ثم انتقل إلى نادي ديربي كاونتي في موسم 1997–98 ليلعب معه أربعة مواسم، حيث شارك في 103 مباراة سجل خلالها 11 هدفًا. لينتقل بعدها إلى نادي ساوثهامبتون في موسم 2001–02 ليلعب معه خمسة مواسم، مشاركًا في 132 مباراة سجل خلالها 5 أهداف. ثم انتقل إلى نادي سندرلاند في موسم 2005–06 ولمدة موسمين، مشاركًا في 12 مباراة سجل خلالها هدفًا واحدًا. هذا وانتقل لاحقًا إلى نادي ستوك سيتي في موسم 2006–07 ليلعب معه سبعة مواسم، مشاركًا في 180 مباراة سجل خلالها 8 أهداف. ثم انتقل بعدها إلى نادي بارنسلي في موسم 2012–13 لمدة موسم واحد، مشاركًا في 6 مباريات ولم يسجل أي هدف. ليعود وينتقل من جديد، لكن هذه المرة إلى نادي بيرتن ألبيون في موسم 2013–14 لمدة موسم واحد، مشاركًا في 6 مباريات سجل خلالها هدفًا واحدًا.

## روابط خارجية
- روري ديلاب على موقع قاعدة بيانات كرة القدم.إي يو (الإنجليزية)
- روري ديلاب على موقع ليكيب (الفرنسية)
- روري ديلاب على موقع ناشيونال فوتبول تيمز (الإنجليزية)
- روري ديلاب على موقع Soccerbase.com (لاعب) (الإنجليزية)
- روري ديلاب على موقع Soccerway.com (الإنجليزية)
- روري ديلاب على موقع عالم كرة القدم.نت (الإنجليزية)
- روري ديلاب على موقع كووورة
- روري ديلاب على موقع AS.com (الإسبانية)